# 約翰斯克里克
約翰斯克里克（英語：Johns Creek）是一個位於美國喬治亞州富爾頓縣的城市。

## 地理
約翰斯克里克的座標為33°01′59″N 84°12′09″W / 33.03306°N 84.20250°W，而該地的平均海拔高度為286米（即938英尺）。

## 人口
根據2010年美國人口普查的數據，約翰斯克里克的面積為81.00平方千米，當中陸地面積為79.60平方千米，而水域面積為1.40平方千米。當地共有人口76728人，而人口密度為每平方千米947.26人。